# Tsembéhou
Tsembéhou (auch: salim leduc) ist ein Ort im Zentrum der Insel Anjouan der Komoren. 2017 war es der viertgrößte Ort mit 12.590 Einwohnern.

## Geographie
Tsembéhou liegt in der la Cuvette (dt.: Schüssel) im Zentrum der Insel Anjouan. Unmittelbar benachbart sind die Orte Drindri und Domoni, die Hauptstraße verbindet den Ort mit der Hafenstadt Bambao beziehungsweise mit den Orten Koni Djodjo (Domoni) und Bazimini im Landesinneren. Chandra heißt der nördliche Ortsteil, jenseits des Flusses Tratringua mit dem gleichnamigen Wasserfall Cascade Tratringua. Tsembéhou wird von einem langen Gebirgszug umschlossen, der sich nach Nordosten hin öffnet und die "Cuvette" bildet, in der der Ort liegt. Zusammen mit Chandra bildet der Ort einen nach Westen offenen Halbmond, wo oberhalb der Siedlung fruchtbare Felder und Obstgärten liegen. Tsembéhou selbst erstreckt sich entlang des Flusstales, der dort von Südwesten nach Osten verläuft. Die Cuvette ist möglicherweise der Überrest eines Kraters.

## Geschichte
Das Alter der Siedlung ist schwer zu bestimmen. Eine erste Erwähnung erlebte der Ort, als 1771 Tumpa, ein Einwohner aus Tsembéhou, sich selbst zum Sultan von Anjouan ausrief, womit er der einzige einheimische war, der diesen Titel annahm. Normalerweise war dies das Privileg der arabischen Chiraziens. Tumpa wurde 1774 von den Engländern getötet. 1893 übernahmen die Kolonialisten Bouin et Regouin den Herrschaftsbereich von Sultan Abdallâh III (Mawana) mit dem Herrschaftssitz in Bambao Mtsanga. Bouin und Regouin gründeten 1907 die Société Coloniale Bambao, die im Nordosten von Tsembéhou, in Hassandzé eine Antenne errichtete.
Die Legende sagt, dass Tsembéhou als einer der ersten Orte von den so genannten Chiraziens gegründet worden sei, wobei die Chiraziens als Immigranten aus Schiras in Persien bezeichnet werden.
1950 verwüstete ein Zyklon fast den gesamten Ort. Seither gab es eine enorme Entwicklung. In den 1960ern wurde die Grundschule erbaut. 1991 wurde der Ort elektrifiziert und 1998 wurde die Wasserversorgung angelegt. Als historische Stadt bemüht sich Tsembéhou um die Errichtung von Bildungseinrichtungen: Foyer des Jeunes (Jugendclub), Centre de lecture et d’animation culturelle (Kulturzentrum), Basar, Radio- und Fernseh-Stationen und Bank (Crédit rural, sanduk). Daneben gibt es Polizei, ein Gesundheitszentrum und Schulen, sowie ein Orchester (Wudjama Music) und einen Sportverein (Association Sportive de Tsembéhou, Etoile Filante).
In neuester Zeit erlebte der Ort starkes Wachstum, weshalb neue Siedlungen gebaut wurden (Sohamwé, Bandrani, Bandrajou, Hamudu, Nkomajou, Gendarmerie).

## Religion
Es gibt 12 Moscheen; in Chandra befinden sich die Moscheen Mosquée de Chongolada, Mosquée Soiffa, Mosquée de Hamahamé.

## Persönlichkeiten
Abgeordnete : Bourhane Bacar, Chadhouli Bacar, Ali Ada Mchindra, Dahilou Omar, Ali Attoumane, Mohamed Said Houmadi.

Minister : Dr Ben Ali Bacar, Nourdine Bourhane, Dahilou Omar, Laidine Ahamadi, Ali Nadjib.

Bürgermeister : Daoud Assane, Azihar Abdou. 

Directeurs de Cabinet, Directeurs Généraux ou Conseillers : Andhum Houmadi, Ahamadi Rachidi, Takidine Salim, Mohamed Boudouri, Soifa Ousseni, 

Sages-femmes : Hadidja Allaoui, Fatima Bourhane, Mtoukoufou Said.

Fußballer: Fédéral. Mohamed attoumani Ibrahim (kabaila)
Handballer: Bacar Salim (Leduc)
- Adjmaël Halidi (* 1986), Dichter und Schriftsteller